# Pceanî, Jîdaciv
Pceanî (în ucraineană Пчани) este un sat în comuna Vilhivți din raionul Jîdaciv, regiunea Liov, Ucraina.

## Demografie
Componența lingvistică a localității Pceanî
     Ucraineană (100%)
Conform recensământului din 2001, toată populația localității Pceanî era vorbitoare de ucraineană (100%).